# Wladimir Köppen
Wladimir Peter Köppen, Władimir Pietrowicz Köppen (ros. Владимир Петрович Кёппен) (ur. 25 września 1846 w Petersburgu, zm. 22 czerwca 1940 w Grazu) – rosyjsko-niemiecki geograf, meteorolog, klimatolog i botanik, badający oświetlenie słońca w różnych częściach Ziemi. Syn Petera Köppena, rosyjskiego etnografa i statystyka. Młodszy brat Friedricha Theodora.

## Życiorys
Zamieszkał w Niemczech w 1875 roku. W  latach 1875–1919 był dyrektorem jednego z oddziałów stacji morskiej w Hamburgu. Ma duże zasługi w dziedzinie badań klimatologicznych, zwłaszcza w dziedzinie klasyfikacji klimatów (opracował klasyfikację klimatów Köppena), map stref klimatycznych świata. W latach 1898–1936 pracował nad klasyfikacją klimatów.
Wydawał w latach 1884–1891 Meteorologische Zeitschrift i Annalen der Hydrographie und maritimen Meteorologie (1892–1893). Napisał: Grundlinien der maritimen Meteorologie (1889), Die Klimate der Erde (1923), wraz z A. Wegenerem Die Klimate der geologischen Vorzeit (1924).
W latach (1930–1939) redagował wraz z Geigerem podręcznik klimatologii Handbuch der Klimatologie (5 tomów, wyd. 1939).
Sporządził listę stref oświetleniowych.